# 에이앤비게임즈
에이앤비게임즈(ANB GAMES)는 대한민국의 모바일 엔터테인먼트 회사이다.

## 대표 작품
- 리듬스타
- 리듬스타2
- 리듬스타T
- 리듬스타3
- 크림슨하트 시리즈
- 열혈강호 종횡천하
- 리듬스퀘어
- 데빌몬
- 애니머스
- 라켓스타
- 리듬스타 : 뮤직 어드벤처